# Passante ferroviario di Stoccolma
Il passante ferroviario di Stoccolma, conosciuto anche come Citybanan, è una linea ferroviaria che transita sotto il centro della città di Stoccolma.

## Storia
La linea nacque a seguito dell'esigenza di decongestionare il traffico ferroviario attraverso il centro della città. I due binari presenti fino all'apertura del Citybanan, infatti, erano utilizzati dai treni del servizio ferroviario suburbano di Stoccolma, dai treni regionali, dai treni a lunga percorrenza e dai treni merci.
Il primo progetto venne presentato nel 1988 dalle Ferrovie dello Stato, ma fu inizialmente accantonato poiché considerato troppo costoso.
A partire dal 2002, invece, fu ripreso seriamente in considerazione. Nel 2006 la Banverket, autorità amministrativa statale svedese che agiva per conto dello Stato, trovò un accordo insieme all'azienda di trasporti Storstockholms Lokaltrafik per il finanziamento del progetto: il costo del tunnel e delle stazioni fu stimato in 16,3 miliardi di corone svedesi.
Dopo le elezioni legislative del 2006, tuttavia, la coalizione di partiti denominata Alleanza per la Svezia mise in discussione il progetto. Il 1º ottobre di quell'anno, alcuni rappresentanti governativi dichiararono che erano in procinto di accantonare il Citybanan in favore della costruzione di un terzo binario lungo la città. Nonostante ciò, nel dicembre del 2006 un esperto incaricato dal Governo raccomandò di costruire il Citybanan a seguito di una nuova valutazione del progetto. La decisione finale fu approvata definitivamente nel maggio 2007.
I lavori di costruzione iniziarono ufficialmente il 24 gennaio 2009 e si conclusero otto anni più tardi. L'inaugurazione ufficiale avvenne il 9 luglio 2017, mentre il giorno seguente iniziò il regolare servizio.

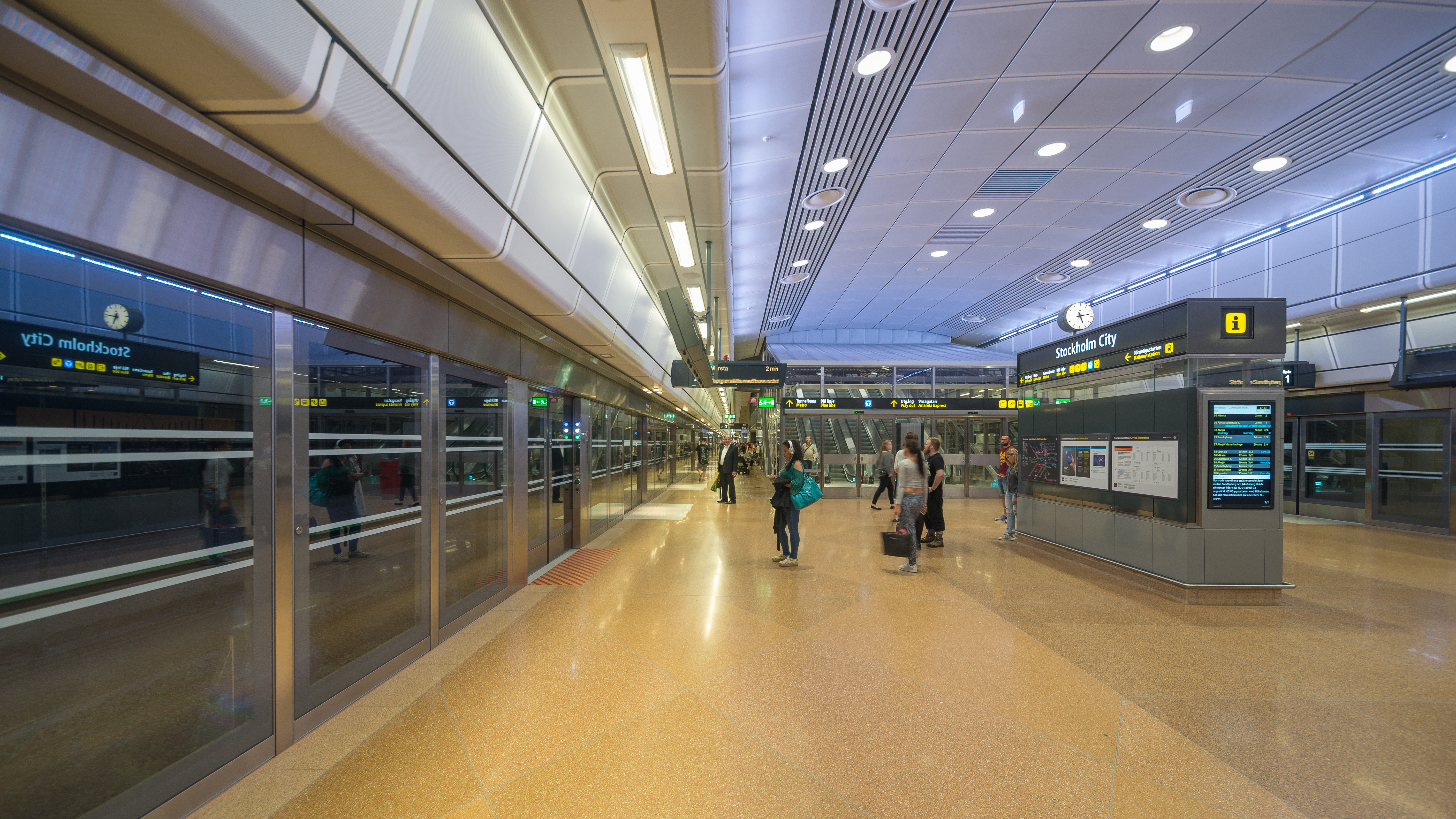
La stazione Stockholm City

## Rete
Visto da sud a nord, il percorso della linea parte dall'isola di Södermalm, situata nella parte meridionale della città, più precisamente presso la già esistente stazione di Stockholms södra che operava e opera tuttora con i treni del locale servizio ferroviario suburbano.
Proseguendo verso il centro cittadino in direzione nord, il tracciato passa sotto all'isola di Riddarholmen e sotto al lago Mälaren, fino a raggiungere la stazione di Stockholm City, costruita appositamente. Essa si colloca nelle adiacenze della stazione ferroviaria centrale di Stoccolma, nonché della stazione della metropolitana di T-Centralen (l'unica di tutta la rete metroviaria locale in cui confluiscono le tre linee blu, rossa e verde).
Transitando lungo il distretto di Norrmalm, si arriva alla stazione di Odenplan, anch'essa costruita appositamente sotto a quella omonima già esistente servita dalla metropolitana di Stoccolma.
Attraversando il quartiere di Vasastan, il Citybanan raggiunge l'area di Tomteboda, nel nord-ovest della città, per immettersi sui binari delle linee nazionali che raggiungono le città di Uppsala (tramite la ferrovia Ostkustbanan) e di Västerås (tramite la ferrovia Mälarbanan).